# Labio (Lugo)
Labio (llamada oficialmente San Pedro de Labio) es una parroquia y una aldea española del municipio de Lugo, en la provincia de Lugo, Galicia.

## Organización territorial
La parroquia está formada por ocho entidades de población, constando seis de ellas en el nomenclátor del Instituto Nacional de Estadística español:
- Airexe (A Airexe)
- Couto (O Couto)
- Labio
- Plateiro (Prateiro)
- Seixo (O Seixo)
- Vilachá
- Vilariño
- Vilarvente

## Demografía

### Parroquia
| Gráfica de evolución demográfica de Labio (parroquia) entre 2000 y 2020 |
|                                                                         |
| Datos según el nomenclátor publicado por el INE.                        |

### Aldea
| Gráfica de evolución demográfica de Labio (aldea) entre 2000 y 2020 |
|                                                                     |
| Datos según el nomenclátor publicado por el INE.                    |